# Lac de Lungern
Le lac de Lungern se trouve sur le territoire du canton d'Obwald en Suisse et dans le bassin hydrologique de la Reuss, donc du Rhin, par l'Aar.